# Homo sovieticus
Homo sovieticus (псевдо-lat. — «гомо совєтікус», буквально «людина радянська») — саркастичний і критичний термін, що вживається до середньостатистичної людини, яка народилася в Радянському Союзі або в одній з країн Східного блоку і яка сприймає навколишній світ, використовуючи виключно систему міфів Радянського Союзу.
В українському сленгу 21 сторіччя вживається схожий термін — совок, який має те ж саме значення, що й гомо совєтікус, але на відміну від останнього більше вживається в розмовній українській мові, аніж в науковій літературі. Подібне, але ще більш саркастичне значення має слово «вата», яке набуло поширення в 2013-14 роках як символ агресивного антизахідного, проросійського обивателя.
Вважається[ким?], що поняття «Homo sovieticus» набуло поширення в науковій та популярній літературі завдяки однойменному соціально-психологічному роману російського та радянського філософа, логіка та письменника-сатирика Олександра Зинов'єва (1922–2006).

## Визначення
З комуністичної апологетичної точки зору, гомо совєтікус — це історично та цивілізаційно «новий» тип людини — «будівник світлого майбутнього всього людства» комунізму; це досягнення селективних та педагогічних зусиль Комуністичної партії та радянської влади з виховання носія вищих суспільних цінностей і нової комуністичної моралі. З історико-критичної та аналітичної точки зору — це абстрактний конструкт або утопічний суспільно-історичний «проєкт», такий самий як безкласове суспільство — «комунізм» і «радянський народ», але водночас це й реальний продукт обробки особи — «людського матеріалу», наслідок діяльності комуністичної влади в СРСР.

## Причини появи «гомо совєтікус»
Тоталітарне суспільство Радянського Союзу підштовхувало або й силоміць перетворювало всіх громадян СРСР на одноманітну масу, так звану «радянську людину», або саркастично «гомо совєтікус». Цьому посприяли знищення людей, які сповідували розвиток індивідуальних культур, мов та звичаїв країн-членів СРСР через Голодомор, масові переселення народів СРСР, етапування та розстріли інтелігенції у різних таборах Союзу, зокрема у ГУЛАГу.
Окрім фізичного знищення людей, які пропагували розвиток індивідуальних культур націй СРСР, та заміщення їх так званим «гомо совєтікусом» без національності та виключно російськомовним, були також інші методи перетворення людей. Передовсім це освіта. Як пише Марина Ткачук, «Попри низку формальних новацій у сфері організації освіти і науки на теренах СРСР, здійснених у подальші роки радянської влади, її освітня парадигма залишалася незмінною аж до часів „перебудови“. Стратегічним завданням радянської системи освіти, сформульованим за часів її зародження, поставало формування „нового, вищого типу людини розумної — Гомо Совєтікус“, а його засоби відповідали методиці „комуністичного виховання“, запровадженій і апробованій у 1920—1930-ті рр. Пільги та квоти за соціальним і національним походженням, тотальний контроль партійних і каральних органів, ідеологічна зашореність навчальних програм, підтримка стану перманентної боротьби з ідейним ворогом, що раз від разу ховався за іншу „личину“ — „троцькістів“, „вейсманістів-морґаністів“, „космополітів“, „буржуазних націоналістів“ тощо, непримиренність до будь-якого вільнодумства, політизований, атеїзований і мілітарний характер виховання — ці й інші згадані вище ознаки, набуваючи нових форм, зберігали свою незмінну сутність.»
Тривале нищення в часи СРСР мотиваційних чинників економічного характеру охоплення населення системою соціального забезпечення, зрівнялівка, придушення ініціативи, нищення економічно-активної частини населення тощо призвели до утворення так званої «радянської людини» — особи з розвинутою економічною, соціальною та громадянською апатією.

## «Гомо совєтікус» у сучасній Україні
Українські громадські діячі та інтелігенція скептично ставиться до «гомо совєтікусів», через низку історичних та культурних факторів. Більшість з них критично говорять про осіб, які продовжили проживати в Україні після розпаду Радянського Союзу, але залишилися частково або цілковито гомо-совєтікусами і не зробили нічого, аби асимілюватися та влитися в українську націю.
- Письменник та громадський діяч Юрій Андрухович:Причиною помаранчевої революції… став драматичний конфлікт між двома людськими, соціальними типами. …Між «новими українцями» (в сенсі нових людей, що виросли в незалежній Україні) та «гомо совєтікус»[9].Мені здається, що в цій багатокультурній, багатонаціональній, прекрасній за задумом країні зникають, скажімо, азовські греки, зникають кримські татари, зникають турки, гагаузи, євреї, поляки і молдавани саме в сьогоднішній Україні. Чому? Бо насправді не поділено суспільство на цих багато-багато етносів, а поділено на оці два — власне «гомо совєтікус» і «гомо українікус»[10].
- Філософ та культуролог Мирослав Попович:[цей, 2013, рік] подарував нам нове покоління з виразним голосом. Цей голос ще є достатньо кволим, він ще не може втримати той тиск, який звалився на нього. Але він належить молоді, яка є першим поколінням не гомо совєтікус[11]
- Професор українських студій та політолог Тарас Кузьо:Типови[й] homo sovieticus […завжди…] демонструє нетолерантність до всього, із чим не погоджується.[12]
- Український журналіст, член редакційної колегії часопису Критика Микола Рябчук:Теоретично, ми не повинні відкидати й можливості того, що різні частини України абсолютно не довірятимуть одна одній і не бажатимуть співіснувати. Це може стати реальністю хоча б тому, що насправді в Україні існують дві народності — не росіяни та українці, а, радше, українці та малоросіяни. І річ не в тому, що вони мають різні ідентичності: у цих людей також різні системи цінностей. Ідеться не просто про різні мови — це не є головним. Важливішим є ставлення до мови. Людина може бути російськомовною, але з повагою ставитися до української мови та мати українську ідентичність. І навпаки, людина може іноді розмовляти українською, але глибоко зневажати цю мову та все українське. Йдеться, отже, про набагато глибшу відмінність — про різні культури, різне бачення історії та політичного устрою — авторитарного чи демократичного, різні геополітичні орієнтації — євразійську чи європейську. Поєднати такі цінності було б так само важко, як у часи рабовласництва поєднати північноамериканські штати з південноамериканськими. А в цьому випадку ментальність «гомо совєтікус» — це різновид рабства. Тут не може бути компромісу. Або в нас буде європейська та українська Україна (українська — в політичному, а не етнічному сенсі), або вона й надалі буде країною «гомо совєтікус».[13]